# Conrad Grau
Conrad Grau (* 6. Juli 1932 in Magdeburg; † 18. April 2000 in Bad Freienwalde) war ein deutscher Osteuropahistoriker und Wissenschaftshistoriker.

## Leben
Grau besuchte das Gymnasium in Magdeburg und bestand dort das Abitur. Ab 1952 begann er ein Geschichtsstudium mit Spezialisierung Geschichte der Völker der UdSSR an der Humboldt-Universität in Berlin, das er 1956 mit dem Diplom beenden konnte. Großen Einfluss auf ihn hatte Eduard Winter, der Leiter des Instituts für Geschichte der Völker der UdSSR an der Humboldt-Universität. Grau wurde später ein enger Mitarbeiter und Vertrauter von Winter.
1960 promovierte Grau an der philosophischen Fakultät der Humboldt-Universität mit einer Dissertation über den russischen Staatsmann und Wissenschaftler Wassili Tatischtschew zum Dr. phil. Das Werk erschien 1963 mit dem Titel Der Wirtschaftsorganisator, Staatsmann und Wissenschaftler Vasilij N. Tatiščev (1686 - 1750) als 13. Band der Reihe Quellen und Studien zur Geschichte Osteuropas im Akademie-Verlag. Bereits sechs Jahre später habilitierte er sich an der Humboldt-Universität mit der Habilitationsschrift Petrinische kulturpolitische Bestrebungen und ihr Einfluß auf die Gestaltung der deutsch-russischen wissenschaftlichen Beziehungen im ersten Drittel des 18. Jahrhunderts. Die Arbeit über die Reformen Zar Peters des Großen und ihre Auswirkungen blieb ungedruckt, da sie für den Akademie-Verlag zu umfangreich war. Sie sollte für eine Veröffentlichung um die Hälfte gekürzt werden. Grau publizierte aber später wesentliche Teile als Aufsätze in Fachperiodika. Ab 1968 gehörte er zum Herausgeberkollegium der Reihe Quellen und Studien zur Geschichte Osteuropas, die von Eduard Winter geleitet wurde.
Grau wurde 1972 Mitarbeiter der neu geschaffenen Arbeitsgruppe für Akademiegeschichte in der Akademie der Wissenschaften der DDR. 1982, nach dem Tod von Leo Stern, wurde ihm die Leitung der Arbeitsgruppe übertragen, die er bis zu seiner Pensionierung innehatte. Für seine Verdienste erhielt er 1977 die Leibniz-Medaille in Silber. Von 1980 bis 1985 übernahm er die Chefredaktion des Jahrbuches für Geschichte der sozialistischen Länder Europas und blieb bis zur Einstellung des Jahrbuches 1989 Mitglied der Redaktion. Mit der deutschen Wiedervereinigung und der Neugründung der Berlin-Brandenburgischen Akademie der Wissenschaften 1992 wurde Grau zum Leiter der Arbeitsstelle Wissenschaftsgeschichte / Akademiegeschichte berufen. 1997 trat er in den Ruhestand.
Conrad Grau beging am 18. April 2000, im Alter von 67 Jahren, in Bad Freienwalde Suizid. Er wurde am 3. Mai 2000 auf dem Friedhof in Waldsieversdorf bestattet, die Grabrede hielt sein Kollege Hubert Laitko. Conrad Grau war mit seiner ehemaligen Sekretärin Barbara Grau verheiratet, sie hatten zwei Söhne und eine Tochter. Testamentarisch bestimmte er, das sein schriftlicher Nachlass in das Archiv der Berlin-Brandenburgischen Akademie der Wissenschaften überführt wird. Die Archivalieneinheit mit einer Laufzeit von 1952 bis 2000 beträgt etwa 12 laufende Meter.
Conrad Grau war Autor, Herausgeber und Rezensent von über 350 Fachveröffentlichungen sowie Übersetzer zahlreicher Schriften aus dem Russischen, die vor allem in der Zeitschrift Sowjetwissenschaft. Gesellschaftswissenschaftliche Beiträge erschienen. Zu Ehren seines 70. Geburtstages veranstaltete die Kommission für Akademie- und Wissenschaftsgeschichte der Leibniz-Sozietät der Wissenschaften zu Berlin, deren Mitglied Grau seit 1994 war, im Mai 2003 ihr erstes wissenschaftshistorisches Kolloquium.

## Veröffentlichungen (Auswahl)

### Autor
- Der Wirtschaftsorganisator, Staatsmann und Wissenschaftler Vasilij N. Tatiščev (1686–1750). (Dissertationsschrift), Akademie-Verlag, Berlin 1963.
- Petrinische kulturpolitische Bestrebungen und ihr Einfluß auf die Gestaltung der deutsch-russischen wissenschaftlichen Beziehungen im ersten Drittel des 18. Jahrhunderts. (Habilitationsschrift), Berlin 1966.
- Die Berliner Akademie der Wissenschaften in der Zeit des Imperialismus.
  - Teil 1: Von den neunziger Jahren des 19. Jahrhunderts bis zur Grossen Sozialistischen Oktoberrevolution. Akademie-Verlag, Berlin 1975.
  - Teil 3: Die Jahre der faschistischen Diktatur 1933 bis 1945. Akademie-Verlag, Berlin 1979.
- Berlin, Französische Strasse. Auf den Spuren der Hugenotten. (Illustrierte historische Hefte, Heft 46), Deutscher Verlag der Wissenschaften, Berlin 1987, ISBN 3-326-00213-0.
- Berühmte Wissenschaftsakademien. Von ihrem Entstehen und ihrem weltweiten Erfolg. Edition Leipzig, Leipzig 1988, ISBN 3-361-00147-1.
- Die Preussische Akademie der Wissenschaften zu Berlin. Eine deutsche Gelehrtengesellschaft in drei Jahrhunderten. Spektrum / Akademie Verlag, Heidelberg; Berlin; Oxford 1993, ISBN 3-86025-088-4.

### Herausgeber und Bearbeiter
- Ost und West in der Geschichte des Denkens und der kulturellen Beziehungen. Festschrift für Eduard Winter zum 70. Geburtstag. Akademie-Verlag, Berlin 1966.
- Wissenschaftsorganisation und Effektivität. Akademie-Verlag, Berlin 1971.
- Leitung der Wissenschaft. Akademie-Verlag, Berlin 1974.
- Verbündete in der Forschung. Traditionen der deutsch-sowjetischen Wissenschaftsbeziehungen und der wissenschaftlichen Zusammenarbeit zwischen der Akademien der Wissenschaften der UdSSR und der Wissenschaften der DDR. Akademie-Verlag, Berlin 1976.
- Geschichte der Akademie der Wissenschaften der UdSSR. Akademie-Verlag, Berlin 1981.
- Ewald Friedrich Graf von Hertzberg. 2. September 1725 – 27. Mai 1795. Kulturstiftung Schloss Britz, Berlin 1995.
- Deutsch-russische Beziehungen im 18. Jahrhundert. Kultur, Wissenschaft und Diplomatie. Harrassowitz, Wiesbaden 1997, ISBN 978-3-447-03929-1.